# Taloyoak
Taloyoak (Inuktiut: Talurjuaq; vormals Spence Bay), Nunavut, Kitikmeot-Region, geografisch an der Südgrenze der Boothia-Halbinsel gelegen, ist die nördlichste Festland-Siedlung Kanadas mit rund 809 Einwohnern (davon 91 % Inuit). Ihr Name ist durch eine Verstümmelung des Inuktitut-Worts Talurqjuaq, „Deckung bei der Karibujagd“, entstanden. Die Bewohner der Umgegend nennen sich Natsilik-Inuit oder Natsilingmiut nach der Bezeichnung für Robbe (Natsiq).
Die Entfernung (Luftlinie) von Yellowknife beträgt 1.224 Kilometer, von Cambridge Bay 460 Kilometer. Die Temperatur liegt im Juli zwischen 3,2 und 11,5 °C, im Januar zwischen −39,5 und −29,7 °C.
Die Umgegend wurde von John Ross erstmals 1829 und 1833 besucht. 1848 und 1860 kamen erneut Europäer und Amerikaner – diesmal auf der Suche nach dem verschollenen Expeditionskorps von John Franklin.
Die Gründung der Gemeinde Taloyok begann 1948, als die Hudson’s Bay Company ihren Handelsposten beim Fort Ross schloss, der an der Südküste von Somerset Island, 250 Kilometer weiter im Norden lag und bei Stanners Harbour an der Spence Bay neu errichtete. Wenig später entstand ein Polizeiposten, und in den frühen 1950er Jahren folgten eine römisch-katholische und eine anglikanische Missionsstation. Der Wechsel der Ortsbezeichnung Spence Bay in Taloyoak erfolgte am 1. Juli 1992.